# Stadtapotheke (Eisenach)

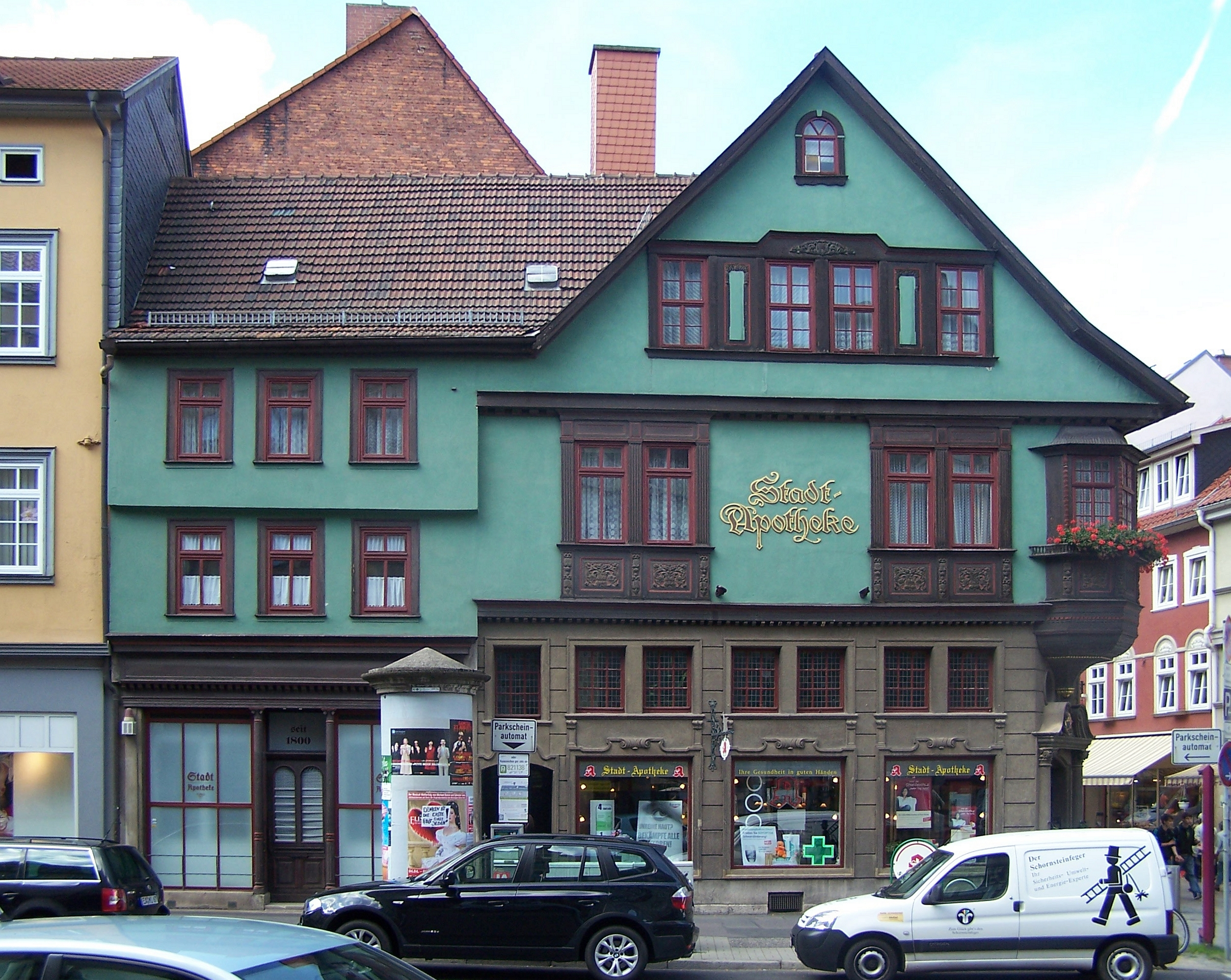
Die Stadt-Apotheke in Eisenach

Die Stadt-Apotheke ist ein denkmalgeschütztes Gebäude in Eisenach in Thüringen.

## Lage
Die Stadt-Apotheke befindet sich im Stadtzentrum von Eisenach in der Karlstraße 52, an der Einmündung der Karlstraße zum Karlsplatz.

## Gebäude
Das Gebäude der Stadt-Apotheke wurde 1766 erstmals als Gasthof „Zum halben Mond“ erwähnt. Die Stadt-Apotheke wurde im Jahre 1800 von Wilhelm Dammann als „Hof- und Stadt-Apotheke“ gegründet.
Im Laufe der Zeit erfuhr das Gebäude mehrere Umbauten; zuletzt erhielt es im Zuge einer umfassenden Restaurierung 1992 seine heutige Gestalt. Überregionale Bekanntheit erlangte die Apotheke ab 2003 als Drehort der Fernsehserie Familie Dr. Kleist.